# Свети Георги (Чурилово)
Вижте пояснителната страница за други значения на Свети Георги.
„Свети Георги“ е българска възрожденска църква край петричкото село Чурилово, католикон на Чуриловския манастир. Обявена е за паметник на културата от национално значение.

## Архитектура
Храмът е издигнат в 1858 година. В архитектурно отношение представлява голяма каменна трикорабна псевдобазилика с размери 24 m дължина и 12 m ширина. На запад има открит трем, а на север и юг – открити навеси. В 1890 година североизточно от храма е добавена голяма двуетажна камбанария. По начин на градеж, а също и по планова схема, напомня църквата „Свети Димитър“ в село Тешово. Майсторите са вероятно от западните краища на българските земи, добри каменоделци и зидари.

## Интериор
Трите кораба във вътрешността са разделени с две редици дървени стълбове. Женската църква на запад е над открития трем и част от наоса. Входовете са два – от север и запад. На северната и южната страна има 12 прозореца, на западната – 4, а на източната – 1, както и мазгал в апсидата.
Таваните са дъсчени и изписани – в средата на тавана на централния кораб е Бог Саваот върху голяма апликирана розета, около която има още две осмоъгълни. Парапетът на женската църква е декоративен – касетиран с летви на ромбове и мрежа от тънки летви. Над колоните са изписани стилизирани клончета. Над арките в централния кораб в овални медальони са евангелистите и пророците Давид, Соломон, Даниил и Авакум. Холкелите на страничните кораби също са украсени с акантови и четирилистни цветчета.
Големият триделен иконостас в средата си навлиза в олтарното пространство. Цокълните табла са с украса от красиви вази с рози. Царските, празничните и апостолските икони над тях са дело на добър иконописец и са с наситен колорит и аскетични образи. Две от царските икони са дело на зографа Яков Николай от Мелник и са датирани от 1866 година. Венчилката и царските двери са резбовани със стилизиран акантов лист и клонки. Владишкият трон, проскинитарият и амвонът са изписани от същия зограф. В проскомидията, северната страна на женската църква, сводовете и арките и източната стена на притвора са запазени стенописи, които обаче по-късно са надживописани. Интерес представляват сцените със сюжети от „Страшният съд“ и „Митарствата на душата“ в открития притвор. Въпреки малките анатомични несъответствия, авторът на тази живопис изгражда традиционни композиции с много интересни иконографски детайли и добър декоративен усет. Стенописите не са подписани, а зографът никъде не е оставил годината, в която ги е изписал. Асен Василиев доппуска, че те са създадени около 1870 година. Според Владимир Димитров датировката на живописта би могла да бъде изместена към осемдесетте, а и в деветдесетте години на XIX век. Авторът ѝ принадлежи към групата на нешколуваните живописци, работили активно през втората половина на XIX и началото на XX век в югозападните български земи.
- Манастирът с църквата
- Стенописи в открития притвор
- Ктиторският надпис над западния вход